# Andijk
Andijk – wieś i była gmina nad jeziorem IJsselmeer, od 1 stycznia 2011 administracyjnie należy do gminy Medemblik.
Nazwa Andijk pochodzi od holenderskiego aan de dijk (na grobli).

## Historia
W 1667 został zbudowany we wsi kościółek.
1 stycznia 1812 na mocy cesarskiego dekretu Andijk stał się samodzielną gminą. Po reorganizacji w 1869 zachodnia część miasteczka została przyłączona do Wervershoof.
Podczas II wojny światowej, w nocy 25/26 czerwca 1942 r. w Andijk rozbił się brytyjski bombowiec Vickers Wellington IC T2612-H z polską załogą w składzie ppor. pil. Maksymilian Niemczyk, por. obs. Zygmunt Wieczorek, kpr. r/op. Aleksander Rożdżyński, kpr/bom. Stanisław Wolski i st. szer. strz. Włodzimierz Jerzy Mikoś. Załoga ta kończąc cykl szkoleniowy w 18. Operational Training Unit w Bramcote została wyznaczona do udziału w nocnym nalocie „1000 bombowców”  na niemiecki ośrodek przemysłowy w Bremie. Podczas dolotu nad cel ich samolot został ostrzelany i uszkodzony przez niemiecki nocny myśliwiec. Próbując powrócić najkrótszą drogą do Bramcote rozbił się w miejscowości Andijk w północnej Holandii. Wszyscy członkowie załogi zginęli i ostatecznie zostali pochowani na alianckim cmentarzu wojennym w mieście Bergen (Bergen General Cemetery).
W dniu 25 czerwca 2010 roku w miejscu śmierci polskich lotników odsłonięto pamiątkowy pomnik.    

## Gospodarka
Gleby na terenie wsi są żyzne i nadają się do upraw kalafiora, cebuli i ziemniaka oraz pod ogrodnictwo. Istnieje tu parę dużych zakładów przetwórstwa. Produkowane są tu żarówki. Andijk jest również ważnym dostawcą wody pitnej dla całego regionu. Głównym źródłem dochodów jest turystyka z powodu możliwości uprawiania sportów wodnych i organizacji kempingów.

## Znani ludzie pochodzący z Andijk
- Andre Volten (1925-2002), holenderski rzeźbiarz
- Tjaberings Freerk (1919-2001), niderlandzki prezydent
- Mark Huisman, duński łyżwiarz
- Rene Kieft (1946), holenderski rowerzysta
- Pepin Kluin (1990), holenderski piłkarz
- Simon Schouten, duński łyżwiarz
- Aaron Meijers (1987), holenderski piłkarz
- Geert-Jan Jonkman (1984), holenderski kolarz